# 維斯瓦克拉科夫體育會
維斯瓦克拉科夫體育會（波蘭語：Wisła Kraków）是一家位于波兰克拉科夫的足球俱乐部，目前属于波兰足球乙級联赛球队。

## 历史
维斯瓦克拉科夫足球俱乐部于1906年秋成立。（可能于当年十月）塔德乌什·康辛斯基（Tadeusz Konczyński）博士组织了克拉科夫市内的首次足球赛。他还组织了四支球队和从英国引入的运动衣。这四支球队中的一支是第二实业学校的球队，他们的运动衣是淡蓝色的上衣，胸前有一条黑色的、被蓝色的条中断的横杠，因此这支球队也被称为“蓝队”。这支队的首位队长是约瑟夫·斯科尔尼克夫斯基（Józef Szkolnikowski），他也是将这支球队命名为维斯瓦的人。俱乐部的首任主席是塔德乌什·洛普斯赞斯基（Tadeusz Łopuszański）教授。
1907年9月“红队”合并入维斯瓦，此后不久粉队也合并进入，维斯瓦克拉科夫足球俱乐部由此正式成立。原来蓝色的运动衣改为红色，但是黑杠依然保留。此外最初的运动衣上还有两颗淡蓝色的星。不过后来决定只保留一颗星，其颜色则为白色。从此“白星”成为该队的一个象征。
在其历史上维斯瓦克拉科夫足球俱乐部经历过高峰和低谷。它多次赢得波兰国家冠军，和加入欧洲联赛，但是也曾经四次落入乙级联赛。
维斯瓦克拉科夫足球俱乐部参加所有三个欧洲联赛，其至今为止最大的成果是在1978–79年赛季中达到欧洲足球联合会冠军联赛的四分之一决赛后被馬模以3–5逐出。在2005–06年的赛季中维斯瓦克拉科夫足球俱乐部被希腊的彭拿典奈高斯在延长后以4–5击败而未能脱出小组赛。
1952年曾与来访的中国国家足球队进行友谊赛，以7–1大胜。
在1967–68年和1984–85年的赛季中维斯瓦克拉科夫足球俱乐部两次进入欧洲优胜者杯的第二轮。在1967–68年赛季中他们被以0–5输给了汉堡体育俱乐部，在1984–85年赛季中以2–3输给了幸运薛达。
维斯瓦克拉科夫足球俱乐部曾十次参加欧洲联盟杯，两次进入第二轮。

## 榮譽

### 本土
- 波蘭足球甲級聯賽
  - 冠軍 (14)：1927, 1928, 1949, 1950, 1951[n 1]、1977–78, 1998–99, 2000–01, 2002–03, 2003–04, 2004–05, 2007–08, 2008–09, 2010–11；
  - 亞軍 (10)：1930, 1931, 1936, 1948, 1965–66, 1980–81, 1999–2000, 2001–02, 2005–06, 2009–10；
  - 季軍 (9)：1929, 1933, 1934, 1938, 1952, 1953, 1975–76, 1990–91, 1997–98；

1. ↑  1951维斯瓦克拉科夫雖然奪得聯賽冠軍，但波蘭冠軍榮譽頒予贏得波蘭盃的罗切霍茹夫（Ruch Chorzów）

- 波蘭盃
  - 冠軍 (5)：1926, 1967, 2002, 2003, 2024；
  - 亞軍 (6)：1951, 1954, 1979, 1984, 2000, 2008；
- 波蘭超級盃
  - 冠軍 (1)：2001；
  - 亞軍 (4)：1999, 2004, 2008, 2009；
- 波蘭聯賽盃
  - 冠軍 (1)：2001；
  - 亞軍 (1)：2002；
- 波蘭足球乙級聯賽:
  - 冠軍 (1)：1965；

### 歐洲
- 欧洲足联国际托托杯
  - 冠軍 (3)：1969年、1970年、1973年；

## 参效力过的著名球员
- 马尔钦·巴什琴斯基
- 雅库布·布瓦什奇科夫斯基
- 馬些路·安東尼奧·古迪斯·菲諾
- 卢卡兹·加尔古拉
- 基奧·耶利安斯
- 安達斯·卡姆
- 马雷克·扎亚茨

## 外部連結
- Official site （页面存档备份，存于） （波兰語） （英文）
- Official Wisla Supporters website （波兰語）
- Official profile Wisła in Facebook （页面存档备份，存于） （波兰語）
- The history in Wisła encyclopedia （波兰語）
- Wisła Kraków Spółka Akcyjna （页面存档备份，存于） （波兰語）